# Хуако, Каплан Заурбечевич
Капла́н Заурбе́чевич Хуа́ко (17 апреля 1977, Майкоп) — российский футболист, защитник.

## Биография
Профессиональную карьеру начал в 1994 году в майкопской «Дружбе», в составе которой выступал до 1999 года, проведя за это время 126 матчей и забив 1 мяч. С 2000 по 2003 год выступал за нальчикский «Спартак», в составе которого сыграл 114 матчей и забил 1 гол. В декабре 2001 года был на просмотре в «Кубани», однако, клубу не подошёл. С 2004 по 2006 год играл за хабаровский клуб «СКА-Энергия», в составе которого провёл 70 матчей. Сезон 2007 года начал в клубе «Спартак-Нальчик», в составе которого сыграл 13 матчей за дубль, 1 матч за основной состав в чемпионате 16 июня против «Амкара» в 13-м туре и один матч в 1/16 финала Кубка России в Ярославле против местного «Шинника». После чего 5 июля был отзаявлен, а уже 23 июля был заявлен за «СКА-Энергию», в составе которой выступал до конца сезона, проведя за это время 13 матчей. В 2008 году сначала заключил соглашение с новороссийским «Черноморцем», однако, затем разорвал с ним контракт и перешёл в липецкий «Металлург», за который в том году сыграл 20 матчей и помог клубу выйти в Первый дивизион. В 2009 году вернулся в родную «Дружбу», за которую в том сезоне провёл 3 матча.
После завершения карьеры игрока работал тренером республиканской СШОР по футболу, являлся администратором и тренером майкопской «Дружбы», исполнял обязанности главного тренера. С 2016 года — генеральный директор ФК «Дружба» Майкоп.
Член Совета Ассоциации «ПФЛ».
Сыновья Тагир (род. 1998), Темир (род. 2000) и Руслан (род. 2003) также играли за «Дружбу».